# UKB
UKB is sinds 1976 het samenwerkingsverband van de dertien Nederlandse universiteitsbibliotheken en de Koninklijke Bibliotheek. De Koninklijke Nederlandse Akademie van Wetenschappen (KNAW), de Werkgroep Speciale Wetenschappelijke Bibliotheken (WSWB) en de Open Universiteit zijn geassocieerde leden. UKB werd opgericht om de dienstverlening aan de eigen gebruikers en de wetenschappelijke informatievoorziening in Nederland te verbeteren.